# فرانسوا جان بيليتييه
فرانسوا جان بيليتييه هو سياسي كندي وأمريكي، ولد في 17 نوفمبر 1863 في باس سان ريمون في كندا، وتوفي في 15 ديسمبر 1945. نشط حزبياً في الحزب الليبرالي الكندي. وقد انتخب عضو مجلس نواب مونتانا ‏ وانتخب عضو مجلس العموم الكندي.